# Victoire de l'album de musique originale de cinéma ou de télévision
La Victoire de l'album de musique originale de cinéma ou de télévision de l'année est une ancienne récompense musicale française décernée annuellement lors des Victoires de la musique entre 1985 et 2008. Elle venait primer la meilleure bande originale selon les critères d'un collège de professionnels. Si son intitulé inclut la télévision, seules des musiques de cinéma ont remporté le trophée.
Après sa suppression, le César de la meilleure musique originale est devenu la seule récompense française venant primer une œuvre musicale originale réalisée pour une œuvre cinématographique, jusqu'à la création du Lumière de la meilleure musique en 2016.

## Palmarès
Entre parenthèses, les chiffres indiquent la progression des récompenses multiples pour les personnes concernées.

### Années 1980
- 1985 : Subway d'Éric Serra[1]
- 1986 : 37°2 le matin de Gabriel Yared
- 1987 : Manon des sources de Jean-Claude Petit
- 1988 : Le Grand Bleu d'Éric Serra (2)[1]

### Années 1990
- 1990 : Camille Claudel de Gabriel Yared (2)
- 1991 : Cyrano de Bergerac de Jean-Claude Petit (2)
- 1992 : Delicatessen de Carlos d’Alessio
- 1993 : L'Amant de Gabriel Yared (3)
- 1994 : L'Écrivain public de William Sheller
- 1995 : Léon d'Éric Serra (3)[1]
- 1996 : Un Indien dans la ville de K.O.D. (groupe musical composé de : Manu Katché / Geoffrey Oryema / Tonton David)
- 1997 : Microcosmos : le peuple de l'herbe de Bruno Coulais
- 1998 : Le Patient anglais de Gabriel Yared (4)
- 1999 : Taxi d'Akhenaton et Kheops

### Années 2000
- 2000 : Ma petite entreprise d'Alain Bashung
- 2001 : The Virgin Suicides de Air[1]
- 2002 : Le Fabuleux Destin d'Amélie Poulain de Yann Tiersen
- 2004 : Good Bye, Lenin! de Yann Tiersen (2)
- 2005 : Les Choristes de Bruno Coulais, Christophe Barratier et Philippe Lopes-Curval
- 2006 : La Marche de l'empereur d’Émilie Simon[1]
- 2007 : Ne le dis à personne de M
- 2008 : Arthur et les Minimoys d’Éric Serra (4)